# Peter Eccles
Peter Edward Eccles (Dublino, 24 agosto 1962) è un ex calciatore irlandese, di ruolo difensore.

## Carriera

### Club
Ha principalmente legato la sua carriera allo Shamrock Rovers, con cui ha totalizzato 262 presenze e 30 reti nella massima divisione irlandese, vincendo cinque titoli nazionali. Conta inoltre 10 presenze coppe europee, di cui 7 nella Coppa dei Campioni con la maglia dello Shamrock Rovers..

### Nazionale
Vanta una sola presenza in Nazionale maggiore, subentrando a Chris Hughton in un incontro amichevole contro l'Uruguay del 23 aprile 1986. Con la selezione olimpica partecipò alle qualificazioni per i Giochi Olimpici di Seul, segnando una rete nel match con la Francia Olimpica..

## Palmarès
- Campionato irlandese: 5

Shamrock Rovers: 1983-1984, 1984-1985, 1985-1986, 1986-1987, 1993-1994
- Coppa d'Irlanda: 3

Shamrock Rovers: 1984-1985, 1985-1986, 1986-1987